# Орен-Кала
Орен-Кала (Оренкала, Оренгала, азерб. Örənqala) — руїни середньовічного міста V—XIII століть. Розташовані в Мільському степу, на території сучасного Азербайджану, за 15 км на північний захід від Бейлаґана.

## Історія
На думку мистецтвознавця Кяміля Мамед-заде, Орен-Кала є залишками середньовічного міста Байлакан, який, у свою чергу, виник на місці давнішого міста Пайтаракан, який був центром однойменної провінції Пайтакаран Великої Вірменії.

## Географія
Розташована Орен-Кала на місці середньовічного міста Байлакан, найбільшого пункту на торговому шляху із Закавказзя (місто Барда) через Ардебіль на Близький Схід.

## Розкопки
Розкопки проводилися 1933, 1951 і 1953 років. Вони показали, що найранішим із трьох стратиграфічних шарів, є сасанідський. Спочатку, близько рубежу V—VI століть, тут було споруджено прямокутну фортецю, обнесену стіною з великої сирцевої цегли довжиною 2,5 км, пізніше її облицювали випаленою цеглою. В XI—XIII століттях укріплення збереглися лише в південно-східній частині стародавньої фортеці. Обвід стін у цей час мав довжину 1,5 км. Зруйновані стіни зберігаються у вигляді валу висотою 8—9 м, на його гребені виявлено сліди понад 30 веж. Всередині цієї пізнішої фортеці розкопано залишки багатих осель, лазні та інші споруди. На не укріпленій в XI—XIII століттях частині городища в цей час розташовувалися житлові і ремісничі квартали. Особливо характерні залишки місцевого гончарного виробництва.